# Mombacher Turnverein 1861
Der Mombacher Turnverein 1861 (kurz MTV) ist ein Turn- und Sportverein im Stadtteil Mombach der rheinland-pfälzischen Landeshauptstadt Mainz. Er ist nach dem 1. FSV Mainz 05 und dem TSV Schott Mainz der drittgrößte Verein in Mainz.

## Geschichte
Angeregt durch das Brüderpaar Hermann und Peter Gottron fand die Gründungsversammlung für den Mombacher Turnverein am 2. Juni 1861 auf dem Gottron’schen Anwesen statt, auf dem auch eine Turnerlinde gepflanzt wurde. Die Brüder waren von Beginn an im Vorstand des 35 Mitglieder zählenden Vereins aktiv. Zunächst standen dem Verein Reck, Barren und Schwingel zur Verfügung, die im Garten der Gottrons aufgestellt wurden. Am 6. Februar des Jahres 1864 erwarb der Verein das Turngelände auf dem „Strunk“ außerhalb der alten Ortsmauer, auf dem heute noch die Turnhalle steht. Der Deutsche Krieg unterbrach 1866 das Vereinsleben, anschließend wurde die erste Turnhalle erbaut und 1869 eingeweiht. Der Preußisch-Französische Krieg brachte das Vereinsleben erneut zum Erliegen.
1894 wurde wegen schnellen Mitgliederzuwachses eine Erweiterung der Turnhalle notwendig, die 1895 eingeweiht wurde. Im Folgejahr richtete der Verein das 22. Gauturnfest des Turngaus Mainz aus. Im gleichen Jahr wurde der Verein durch die Ausgründung einer „Turngesellschaft“ geteilt. Mombacher Turner waren spätestens seit dem 10. Deutschen Turnfest 1903 in Nürnberg unregelmäßig in diversen Musterriegen vertreten.
Die erste Freiwillige Feuerwehr in Mombach bildete sich aus einer Turnerfeuerwehr des Vereins. Dementsprechend stand das erste Feuerwehrhaus mit Schlauchturm unweit der Turnhalle.

## Die zweiten 50 Jahre
Noch vor dem Ersten Weltkrieg wurde das 50-jährige Jubiläum mit Festkommers, -konzert und Festumzug begangen. Nach Ende des Ersten Weltkriegs wurde im Jahr 1920 neben dem Turnen Ballsport betrieben und 1927 schließlich eine Handballabteilung gegründet. Dies machte 1929 eine Hallenerweiterung notwendig, die in Form eines Bühnenanbaus realisiert wurde. Nach dem Abzug der französischen Besatzungsmacht 1930 und der Übertragung der Regierungsgewalt im Deutschen Reich auf die NSDAP wurde das Vereinswesen gleichgeschaltet. Nach Ausbruch des Zweiten Weltkriegs war an ein reguläres Vereinsleben nicht zu denken, da sämtliche männliche Turner eingezogen wurden. Am 27. September 1944 wurde während der Luftangriffe auf Mainz die Turnhalle samt Inventar völlig zerstört.

## Nachkriegsgeschichte
Auch nach dem Krieg unterlagen Vereine der Kontrolle der Alliierten in der Französischen Besatzungszone. In jedem Ort durfte lediglich ein Verein bestehen bleiben. Obwohl dieses Sperrverbot für Turnvereine 1949 auslief, wurden die Mombacher Vereine erst 1955 wieder selbstständig. 1956 wurde von der Generalversammlung des Vereins der Neubau der Turnhalle beschlossen. Dem ersten Bauabschnitt von 1958 folgte rasch ein zweiter, sodass 1961 die neue Halle zum 100. Jubiläum eingeweiht wurde.
Aufgrund einer herausragenden Periode in der Entwicklung des Handballsports schloss sich der MTV 1969 mit dem „Handballverein BSC 1920 Mainz-Mombach“ zusammen. Die Zusammenarbeit wurde jedoch innerhalb der ersten zehn Jahre wieder beendet. Ein Glanzlicht in der Vereinsgeschichte ist die Aufnahme von Ingrid Wendel in die Nationalmannschaft und ihre Teilnahme an den Turn-Weltmeisterschaften 1970 in Ljubljana und den Olympischen Sommerspielen 1972 in München.
Im Rahmen des Tennisbooms wurde 1977 die Tennisabteilung gegründet; eine Volleyballabteilung formierte sich im gleichen Jahr. Im Jahr 1978 wurden 800 Mitglieder im Verein gezählt, sodass über eine erneute Hallenerweiterung nachgedacht wurde. 1981 wurde mit Beginn der Bautätigkeit zur Hallenerweiterung der Wirtschaftstrakt abgerissen und die Halle um sieben Meter über den benachbarten Schulhof bis zur Straße erweitert. Das alte Spritzenhaus musste der Erweiterung weichen. Pünktlich zur Fastnachtskampagne 1982 wurde die Halle nun mit einer Sitzung des langjährigen Dauermieters Mombacher Carneval Verein „Die Bohnebeitel“ eingeweiht.
Das 1000. Mitglied wurde offiziell bei der Generalversammlung des Jahres 1983 aufgenommen. Nur zwei Jahre später wuchs der Verein mit 1130 Turnern und Sportlern zum mitgliederstärksten Verein seines Stadtteils. Der Trend zu mehr Gesundheits- und Fitnesssport wurde frühzeitig im Angebot des MTV berücksichtigt. Im Jahr 1993 wurde die erste hauptamtliche Diplom-Sportlehrerin eingestellt. 1994 wurde erneut eine Erweiterung der Platzkapazitäten erforderlich und die wenige Jahre zuvor errichtete Gymnastikhalle aufgestockt.
2003 hatte der Verein bereits drei hauptamtliche Diplom-Sportlehrer. Die Verschmelzung des MTV mit der TSG Eintracht Mombach wurde zum herausfordernden Projekt am Beginn des neuen Jahrtausends. Die unterschiedlichen Charaktere von „Bauernverein“ und „Arbeiterverein“ galt es zusammenzuführen, was auch gelang. Die letzte Hallenerweiterung wurde mit viel Eigenleistung im Jahr 2009 fertiggestellt. 2011 wurde die Eintrachthalle mit der Installation eines Aufzugs barrierefrei gemacht.

## Abteilungen
Der Mombacher Turnverein 1861 hat zurzeit folgende Abteilungen:

Aikido, Judo/Ju-Jutsu, Badminton, Tischtennis, Leichtathletik, Turnen, Tanz/Aerobic, Rope Skipping, Gesundheit/Fitness, Volleyball, Rhönrad, Tennis und Handball.